# Gnocchi di patate

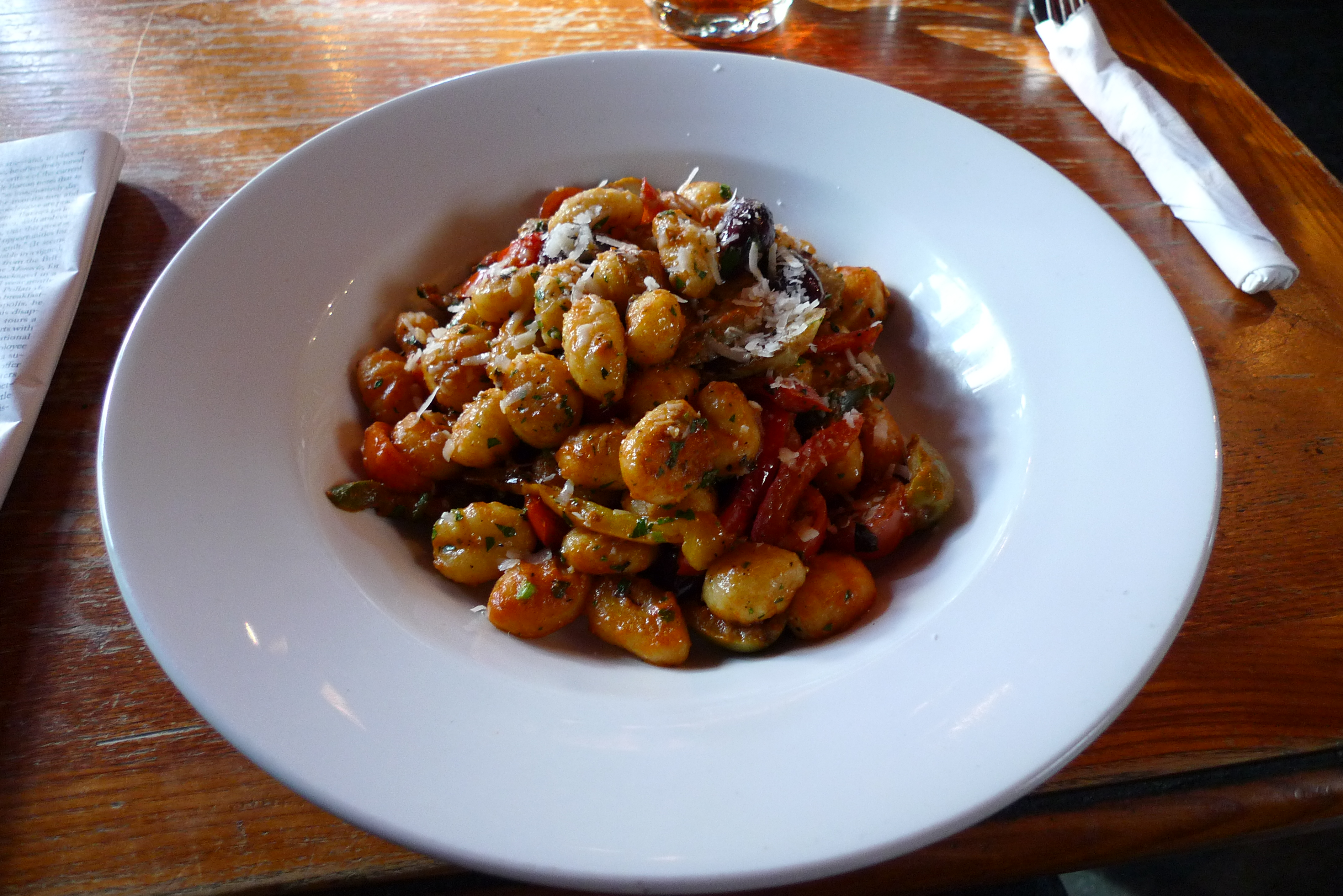
Gnocchi di patate mit Sauce

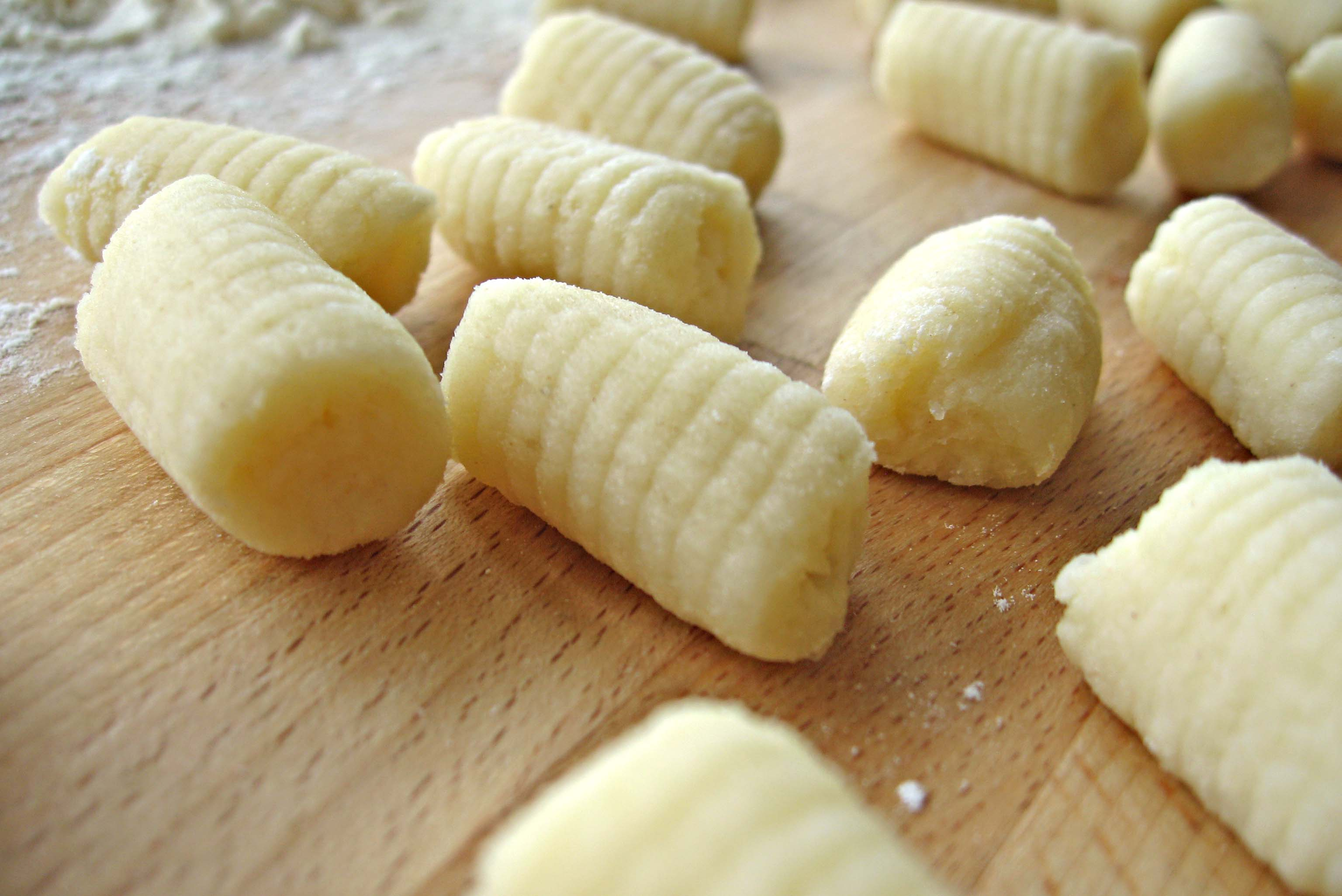
Gnocchi di patate vor dem Kochen

Gnocchi di patate ([ˈɲɔkki]) sind in der italienischen Küche kleine Klößchen (Nocken) aus gekochten Kartoffeln, Hartweizen- oder Weizenmehl und je nach Rezept Ei oder auch geriebenem Parmesan. Gnocchi werden wie Pasta in Italien üblicherweise als erster Gang eines Menüs gegessen. Sie stammen ursprünglich aus den norditalienischen Regionen Lombardei, Piemont und Veneto und es existieren unzählige lokale Varianten.
Für die Zubereitung werden in Italien fest kochende Kartoffeln bevorzugt. In vielen deutschen Rezepten werden mehlig kochende Kartoffeln empfohlen. Die noch heißen Kartoffeln werden zerdrückt und mit den übrigen Zutaten verknetet und zu Rollen von 15 bis 20 mm Durchmesser geformt, die dann in Scheiben geschnitten werden. Traditionell werden diese mit dem Finger oder der Gabel an eine bemehlte glatte Fläche gedrückt und dabei in der Mitte etwas eingedellt oder gerillt, um die Oberfläche zu vergrößern. Eine andere Möglichkeit ist die Verwendung eines geriffelten Holzbrettchens.
Gnocchi gibt es aber überall in Italien und zunehmend auch in den deutschsprachigen Ländern als Halbfertiggerichte aus der Kühltheke.